# Antoine-Éléonor-Léon Leclerc de Juigné

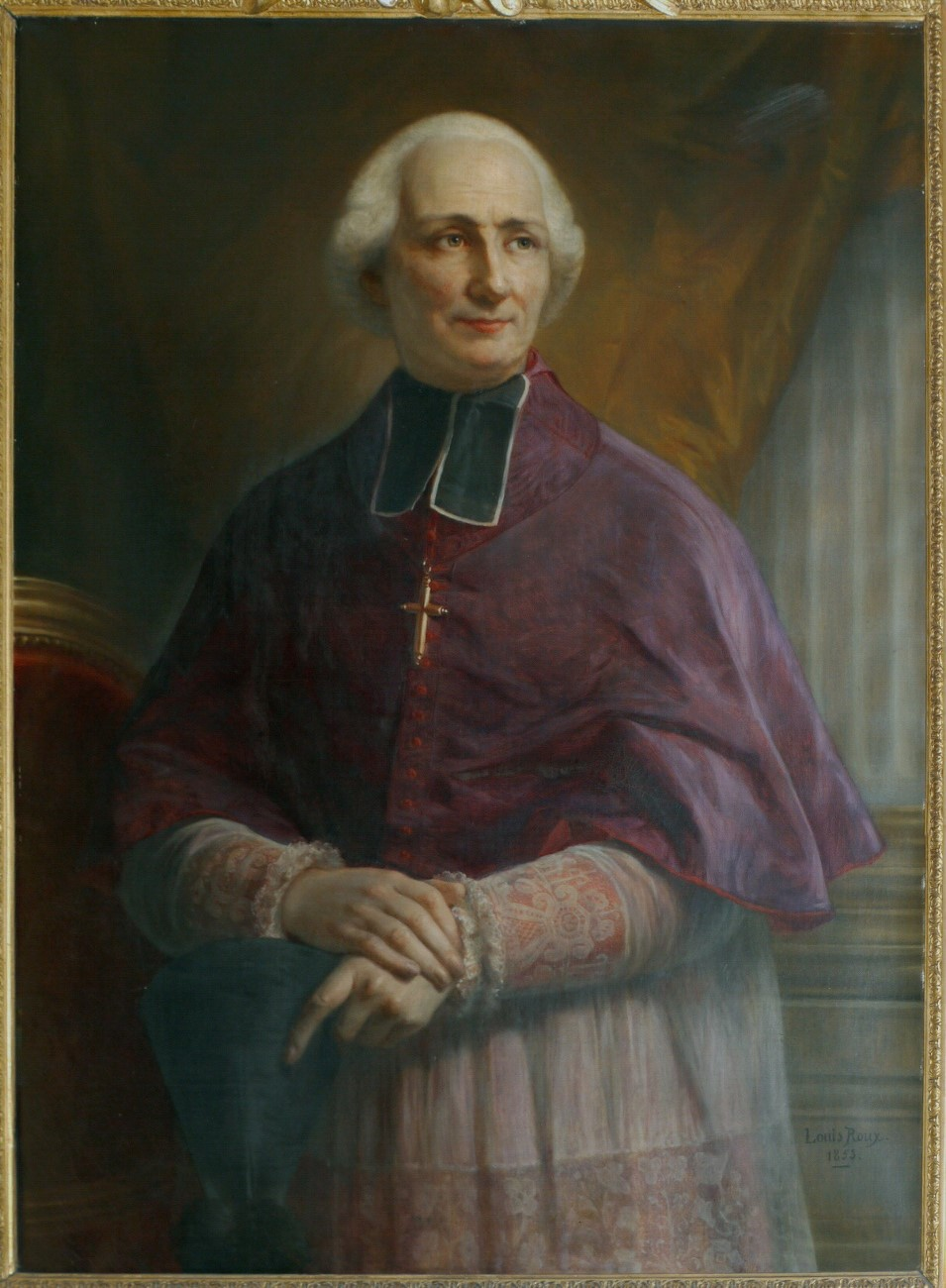
Postuum portret van Antoine-Éléonor-Léon Leclerc de Juigné.

Antoine-Éléonor-Léon Leclerc de Juigné (Parijs, 2 november 1728 - aldaar, 19 maart 1811) was van 1764 tot 1781 bisschop van Châlons en van 1782 tot 1802 aartsbisschop van Parijs en volksvertegenwoordiger in de Staten-Generaal.

## Vroege leven
Hij was de zoon van Samuel-Jacques Leclerc de Juigné uit diens huwelijk met Marie Gabrielle Le Cirier de Neufchelles. Leclerc de Juigné stamde uit een oude adellijke familie uit Maine en was een jongere broer van de markies van Juigné. Hij was amper zes jaar oud toen zijn vader in 1734 sneuvelde in de Slag bij Guastalla.
De jonge Leclerc studeerde humanisme en filosofie aan het Collège de Navarre en ging vervolgens een opleiding volgen aan het seminarie van Saint-Nicolas-du-Chardonnet, van waaruit hij zich bij de Vereniging van Theologen van Navarra vervoegde, waar hij zijn studies afrondde. Vervolgens werd hij door Armand Bazin de Bezons, de met hem verwante bisschop van Carcassonne, benoemd tot diens vicaris-generaal.
In 1760 ging zijn carrière een andere richting uit; hij werd benoemd tot algemeen agent van de clerus, een functie die hij vijf jaar zou uitoefenen. Het agentschap was belast met de zorg over alle kerkelijke zaken en belangen. In november 1763 werd hem gevraagd om bisschop van Comminges te worden, een aanbod dat hij echter afsloeg.

## Bisschop van Châlons
Na de plotse dood van Antoine de Lastic werd Leclerc op 28 december 1763 verkozen tot bisschop van Châlons. Enkele maanden later, op 29 april 1764, werd hij tot bisschop gewijd. Hij pakte het jansenisme aan, dat door zijn voorganger werd gedoogd, en liet het belangrijkste seminarie in het bisdom heropbouwen. Ook stichtte hij een kleiner seminarie waar plattelandskinderen een priesteropleiding konden volgen. Nadat de stad Saint-Dizier in 1776 afbrandde, lag Leclerc ook de basis van de eerste brandverzekering in de streek.

## Aartsbisschop van Parijs
Op 12 december 1781 overleed Christophe de Beaumont, aartsbisschop van Parijs. Vervolgens werd Leclerc de Juigné op voorspraak van koning Lodewijk XVI van Frankrijk op 22 december benoemd tot diens opvolger. Als aartsbisschop regeerde hij volgens dezelfde principes die hij hanteerde in Châlons. Hij schonk het grootste deel van zijn inkomen aan liefdadigheid. Hoe groot zijn inkomen ook was, het kon tijdens de hongersnood van 1788-1789 niet aan alle behoeften voldoen. Als compensatie verkocht de aartsbisschop zijn servies, greep hij naar zijn patrimonium en ging hij grote leningen aan.
Zijn interesse voor alles wat neigde naar vernieuwing in kerkelijke wetenschappen, zette hem ertoe aan om plannen te ontwikkelen voor de oprichting van nieuwe scholen die priesters moesten opleiden. Zijn plannen werden voor het eerst in uitvoering gebracht in Calvaire, onder toezicht van de bisschop van Senez. De Franse Revolutie in 1789 verhinderde echter de afwerking van zijn plannen.
In januari 1788 stemde hij in het Parlement van Parijs voor het edict dat de burgerlijke rechten van protestanten herstelde.

## Rol in de Franse Revolutie
Op 30 april 1789 verkoos de Parijse clerus Leclerc de Juigné tot afgevaardigde in de Staten-Generaal, waarin ook zijn twee broers zetelden. Hij verzette zich tegen de gezamenlijke verificatie van de volmachten door de drie standen en diende een wetsvoorstel in waarin hij zich achter de koning schaarde. Het voorstel werd met een meerderheid van vier stemmen aangenomen, wat hem zeer impopulair maakte bij de Parijse bevolking. Uiteindelijk ging hij akkoord om met de derde stand te vergaderen in wat de Nationale Grondwetgevende Vergadering werd. Toen die besliste tot de afschaffing van de standenmaatschappij, legde hij al de titels neer die aan zijn bisschopsambt waren verbonden. Tijdens het debat over het vermogen en de inkomsten van de kerk, stond hij op en legde hij de tienden in handen van "een rechtvaardige en genereuze natie". Deze afstand was bedoeld om erger te voorkomen, want er begonnen al stemmen op te gaan voor volledige onteigening. In 1790 legde Leclerc de Juigné de eed af op de Constitution civile du clergé.

## Emigratie
Toen de Franse Revolutie uit de hand begon te lopen kreeg Leclerc de Juigné van koning Lodewijk XVI de toestemming om Frankrijk te verlaten. Eerst trok hij naar Chambéry in Savoye, van waaruit hij een manifest schreef tegen de verkiezing van Jean-Baptiste Gobel als constitutioneel aartsbisschop van Parijs. Op 31 maart 1791 klaagde het departementaal directoraat van Parijs dat Leclerc, ondanks zijn emigratie, kanunniken bleef benoemen.
Vervolgens trok hij naar Konstanz, waar heel veel uit Frankrijk verbannen bisschoppen en priesters leefden. Om hen te helpen gebruikte hij het weinige vermogen dat hij nog had en verkocht hij verschillende kostbaarheden die hij in bezit had, zoals een kapel en geschenken van tsarina Catharina II van Rusland en verschillende Duitse vorsten en prelaten. In Konstanz stichtte Leclerc eveneens een seminarie, waar jonge geestelijken werden opgeleid om de vele priesters te vervangen die tijdens de Revolutie werden vermoord. Ondertussen beschuldigde de Nationale Conventie hem er in maart 1795 van dat hij vanuit Konstanz Oostenrijkse spionnen aanstuurde.
Nadat het Franse leger in 1799 Konstanz had veroverd kreeg Leclerc de Juigné asiel toegewezen in Augsburg, een aanbod dat hem gedaan werd door Clemens Wenceslaus van Saksen, de aartsbisschop van Trier.

## Terugkeer naar Frankrijk
Na de ratificatie van het Concordaat van 1801 keerde hij begin 1802 terug naar Parijs. Zonder veel moeilijkheden bood hij op 31 januari 1802 bij paus Pius VII zijn ontslag als aartsbisschop aan.
Leclerc bracht de rest van zijn leven door in familiekring. Af en toe maakte hij eenzame wandelingen en bezocht hij zijn opvolger Jean Baptiste de Belloy, met wie hij een goede, respectvolle relatie onderhield. Op 21 maart 1808 benoemde keizer Napoleon hem nog tot kanunnik van de Imperiale Kapittel van Saint-Denis en op 7 juni dat jaar werd hij verheven tot graaf van het Keizerrijk.
Leclerc de Juigné overleed in maart 1811 op 83-jarige leeftijd, waarna hij werd begraven in een eenvoudig graf. Nadat koning Lodewijk XVIII in 1814 aan de macht kwam, werd zijn stoffelijk overschot overgebracht naar de kelder van de Notre-Dame van Parijs.
- Bibliothèque nationale de France: cb124495413 (data)
- Gemeinsame Normdatei: 123975522
- International Standard Name Identifier: 0000 0000 8118 3996
- Library of Congress Control Number: n88027098
- Nationale Bibliotheek van Tsjechië: xx0166747
- Nederlandse Thesaurus van Auteursnamen: 125256760
- Système universitaire de documentation: 060555025
- Virtual International Authority File: 39473163
- WorldCat: E39PBJjhFdv7GmXfWJk4PjRMyd